# Nachiket und Jayoo Patwardhan
Nachiket Patwardhan (* 1948) und Jayoo Patwardhan (* 18. Mai 1949 in Indore) sind ein indisches Ehepaar von Architekten, Szenenbildnern und Filmregisseuren.

## Leben
Beide schlossen ihr Architekturstudium an der Maharaja Sayajirao University in Vadodara ab. Sie begannen als Szenenbildner und Kostümdesigner für den Film Ghashiram Kotwal (1976) und schufen das Setdesign für Girish Karnads Filme Ondanondu Kaladalli (1978), Utsav (1984) und Cheluvi (1992).
Mit Unterstützung marathischer Theaterschauspieler drehten sie 1979 in eigener Regie den dem Method Acting verschriebenen Film 22 June 1897 über einen antikolonialistischen Anschlag in Pune. Ihre Komödie Limited Manuski (1995) entstand in Koproduktion der National Film Development Corporation und Doordarshan. Neben ihrer Filmarbeit waren beide als Architekten in Pune tätig.
Ihr Sohn Abir Patwardhan ist bildender Künstler.

## Filmografie
- 1979: 22 June 1897
- 1985: Anantyatra
- 1995: Limited Manuski
- 2002: “Devi” Ahilyabai